# تدفق البحر الأبيض المتوسط

خريطة تدفق مياه البحر الأبيض المتوسط في شمال المحيط الأطلسي

تدفق البحر الأبيض المتوسط هو تيار يتدفق من البحر الأبيض المتوسط باتجاه المحيط الأطلسي عبر مضيق جبل طارق . بمجرد وصوله إلى الجانب الغربي من مضيق جبل طارق ، ينقسم إلى فرعين ، أحدهما يتدفق غربًا بعد المنحدر القاري الأيبري ، والآخر يعود إلى مضيق جبل طارق يدور بشكل دائري. في مضيق جبل طارق وخليج قادس ، يبلغ عرض قلب البحر الأبيض المتوسط Outflow بضع عشرات من الكيلومترات.  من خلال تفاعلاتها غير الخطية مع المد والجزر والتضاريس ، حيث تتدفق من حوض البحر الأبيض المتوسط ، فإنها تخضع لمزج قوي لدرجة أن الكتل المائية المكونة لهذا التيار تصبح غير قابلة للتمييز عند وصولها إلى الجانب الغربي من المضيق. 

## التكوين والسلوك
تدخل مياه المحيط الأطلسي الخفيفة إلى البحر الأبيض المتوسط كتدفق سطحي وتنتشر عبر أحواض غرب وشرق البحر الأبيض المتوسط (مفصولة بمضيق صقلية ) ، بينما يتم تعديلها تدريجياً عن طريق الاختلاط بالمياه الأساسية. تزداد كثافة هذه المياه السطحية بسبب التبخر والاحترار ، وتشكل مياه البحر الأبيض المتوسط المالحة والدافئة والعميقة ، والتي تتدفق بدورها إلى المحيط الأطلسي كتيار خفي عبر مضيق جبل طارق بمعدل 1 سيفرت تقريبًا (10 6 م 3 / ث) وعلى عمق 120 م تقريبًا ،  تشكل التدفق الخارجي للبحر الأبيض المتوسط.
مرة واحدة في الجانب الغربي من مضيق جبل طارق ، ينقسم تدفق البحر الأبيض المتوسط إلى فرعين (انظر الشكل 1). ينتقل معظم التدفق الخارجي غربًا على طول المنحدر القاري الأيبري (بين سانت فنسنت كانيون وبنك جورينج  ) ، ثم يتحرك شمالًا كحدود قطبية شرقية تحت التيار تصل إلى شمال ضفة بوركوباين (50 درجة شمالًا).  أثناء التقدم غربًا ، يصبح التدفق الخارجي للبحر الأبيض المتوسط أقل ملوحة بسبب الاختلاط مع المياه المحيطة ويغرق تدريجياً حتى عمق توازنه البالغ 1100 متر تقريبًا. يعيد الفرع الآخر من التدفق الخارجي للبحر الأبيض المتوسط تدويره بشكل دائري في خليج قادس.  والنتيجة هي تكوين مياه البحر الأبيض المتوسط التي تنتشر أخيرًا في الجزء الداخلي من شمال الأطلسي لتشكل أبرز شذوذ حراري ملحي على نطاق الحوض في الأعماق الوسطى ، لسان ملح البحر الأبيض المتوسط ، يمكن التعرف عليه على أنه شذوذ ملوحة على نطاق الحوض عند 1000-1200 م عبر شمال المحيط الأطلسي (انظر الشكل 2). تؤثر العمليات الصغيرة والتفاعل غير الخطي على المستوى المحلي مع المد والجزر والتضاريس على خصائص المياه الخارجة من البحر الأبيض المتوسط ونمط انتشارها الإضافي في شمال المحيط الأطلسي. 

## تعبير
يتكون التدفق الخارجي للبحر الأبيض المتوسط في البداية من كتل مائية مختلفة. ومع ذلك ، بمجرد أن يمر عبر مضيق جبل طارق ، لا يمكن تمييز هذه المكونات بعد الآن.  الكتل المائية المختلفة التي يتكون منها تدفق البحر الأبيض المتوسط هي:
- مياه بلاد الشام الوسيطة (LIW): تتكون في الحوض الشرقي للبحر الأبيض المتوسط من خلال الحمل الحراري في عرض البحر. [2]
- المياه العميقة لغرب البحر الأبيض المتوسط (WMDM): تشكلت في خليج الأسد (الحوض الغربي) بالحمل الحراري العميق. [7]
- المياه التيرانية الكثيفة: تتكون عن طريق خلط أسلحة الدمار الشامل القديمة الموجودة في البحر التيراني مع LIW دخلت حديثًا وتتدفق إلى غرب البحر الأبيض المتوسط عبر مضيق صقلية. [8]
- المياه المتوسطة الشتوية: تتكون موسمياً بالحمل الحراري لمياه الأطلسي المعدلة المبردة في ظروف الشتاء القاسية على طول الجرف القاري للحوض الفرعي Liguro-Provençal والبحر الكتالوني. [8]

لم تعد هذه الكتل المائية قابلة للتمييز عن بعضها البعض عند الخروج من مضيق جبل طارق. بدلاً من ذلك ، يتم خلطها جيدًا في كتلة مائية واحدة متجانسة نسبيًا تسمى مياه البحر الأبيض المتوسط. يحدث الاختلاط بسبب ديناميكيات المد والجزر المهمة فوق عتبة كامارينال . تتفاعل تيارات المد والجزر مع قياس الأعماق لإنتاج مد داخلي رائع يؤدي بدوره إلى معدلات تبدد تعد من بين أعلى المعدلات الموجودة في محيطات العالم. 

## التفاعل مع المد والجزر
تتغير سعة المد والجزر بشكل كبير من الجانب الغربي إلى الجانب الشرقي من مضيق جبل طارق ، من 1.1 مترًا إلى 0.2 مترًا على التوالي. في المقابل ، فإن خطوط الطور الثابت (خطوط cotidal) موجهة في الغالب بشكل منطقي على طول القناة. وهكذا ، يتأثر خليج قادس بشدة بأنظمة المد والجزر المختلفة في شمال المحيط الأطلسي ومضيق جبل طارق. 
يتفاعل المد والجزر مع النظام بطريقتين مختلفتين. أولاً ، هم مسؤولون عن الاختلاط القوي الذي يجعل الكتل المائية المختلفة لا يمكن تمييزها عن بعضها البعض بمجرد عبور مضيق جبل طارق. ويرجع ذلك إلى تفاعل تدفق تذبذب المد والجزر مع عتبة كامارينال ، مما يخلق تجويفًا داخليًا بسعة عالية ، والذي يتفكك في سلسلة من الموجات الانفرادية الداخلية ، والتي توفر الطاقة الكافية للاختلاط. 
علاوة على ذلك ، تظهر الدراسات  أنه لولا المد والجزر ، فإن لسان ملح البحر الأبيض المتوسط سيكون أكثر كثافة وسيتحول إلى الجنوب. يتم الحصول على هذا السلوك لأنه بدون المد والجزر ، سيكون هناك زيادة تدريجية في ملوحة خليج قادس في أعماق المياه المتدفقة من البحر الأبيض المتوسط. سوف ينتشر فائض الملوحة هذا في اتجاه الجنوب الغربي ، كواجهة ملوحة متوسطة العمق ، مما يحد من إمداد المياه الوسيطة في القطب الجنوبي . هذا من شأنه أن ينتج ردود فعل إيجابية من شأنها أن تعزز زيادة الملوحة والانتشار الجنوبي الغربي لمياه البحر الأبيض المتوسط الخارجة. ويرجع ذلك إلى أن تيارات المد والجزر المتبقية تساهم في تدفق مياه البحر الأبيض المتوسط إلى الغرب من خليج قادس ، مما يسمح لها بالمرور عبر الفجوة بين سانت فنسنت كانيون وبنك جورينج. 

## ميدز

### التكوين والخصائص
Meddies هي دوامات طويلة العمر (بشكل أساسي مضادة للدوامات) توجد في شمال المحيط الأطلسي تحتوي على مياه من البحر الأبيض المتوسط ، حيث تتشكل بسبب تيارات البحر الأبيض المتوسط الخارجة. وهي عبارة عن دوامات متماسكة تتميز بارتفاع نسبة الملح والشذوذ الحراري بالنسبة لبيئتها ، وعادة ما تكون هذه الحالات الشاذة من 0.4 - 1.1 جم / كجم و2-4 درجة مئوية ، على التوالي.  عادة ما يكون نصف قطر الأدوية من 10 إلى 50 يبلغ سمكها 500-1000 متر ،  وتوجد على أعماق 1100 متر. تأتي معظم الملاحظات الوسيطة من منطقة لسان ملح البحر الأبيض المتوسط ، حيث يتم إنشاؤها بشكل أساسي في موقعين بالقرب من مضيق جبل طارق: رأس سانت فنسنت وإستريمادورا (انظر الشكل 1).  كل عام ، يتم تكوين ما بين 15 و 20 وسيطًا في هذين الموقعين ، وهناك احتمال أكبر لتشكيل ميدي عندما تكون سرعة التيار الخفي عالية.  يمكن أن تعيش Meddies لسنوات عديدة ويمكن أن تتحرك عبر آلاف الكيلومترات ، وبالتالي فهي تشكل وسيلة رئيسية يتم من خلالها نقل مقتفي المحيطات .  إن اضمحلال المحيط المفتوح بطيء للغاية ، بينما يبدو أن التفاعلات الطبوغرافية هي السبب الرئيسي المتحلل للوسائط. هذه التفاعلات مهمة للحفاظ على لسان ملح البحر الأبيض المتوسط ، في الواقع تقدر الدراسات أن الأدوية تضخ 25-50 ٪ من شذوذ الملح الضروري للحفاظ على لسان ملح البحر الأبيض المتوسط. 

## التفاعل مع قياس الأعماق
هناك سمتان طوبوغرافيتان رئيسيتان تمنعان الهجرة الوسيطة المفتوحة للمحيطات: الجبل البحري على شكل حدوة الحصان وجبل النيزك البحري العظيم (انظر الشكل 1). الأول عبارة عن مجموعة منحنية من الجبال البحرية التي تكاد تصل إلى السطح (عمق 600 متر) تقع جنوب غرب كيب سانت فنسنت وهي العقبة الطبوغرافية الأساسية التي تواجه العديد من الأوساط المشكلة حديثًا. يشكل جبل النيزك البحري العظيم شذوذًا طوبوغرافيًا هامًا في سلسلة جبال وسط الأطلسي التي تتفاعل معها أيضًا العديد من الأوساط. تحفز الجبال البحرية تبادلًا هامًا بين المواد والمياه الخلفية في شمال المحيط الأطلسي ، لأن التفاعل المتوسط والجبال البحرية يمكن أن يؤدي إلى تدمير الوسط ، وبالتالي إطلاق مياهها المالحة الأكثر دفئًا. لهذا السبب ، تعتبر التفاعلات بين الجبال البحرية والجبال البحرية ذات أهمية محتملة (وربما مهيمنة) في الحفاظ على لسان ملح البحر الأبيض المتوسط. ومع ذلك ، فإن 60-70٪ من الأوساط تنجو من مواجهات الجبال البحرية ، وتبقى سليمة كدوامات متماسكة ، لذلك هناك حاجة إلى آليات أخرى للحفاظ على لسان الملح. والسبب في قدرة الجثث على البقاء على قيد الحياة بمثل هذا المعدل الكبير من لقاءات الجبال البحرية هو أنها تشكل شذوذًا قويًا في الدوامة ، وبالتالي يصعب تدميرها. ومن ثم ، فإن بقاء الدوامات هو تأثير مقيد على لسان ملح البحر الأبيض المتوسط ، أي أن الدوامات الخارجة من تأثير الجبل البحري تصدر الجزء الأكبر من شذوذ الملوحة المتوسطة إلى بقية شمال المحيط الأطلسي ، بدلاً من ترسبها محليًا ، والقدرة على السفر لآلاف. من الكيلومترات. 

## تأثير التدفق الخارجي للبحر الأبيض المتوسط على دوران شمال الأطلسي ومحيطات العالم
بصرف النظر عن تكوين الأدوية ولسان الملح ، فإن التدفق الخارجي للبحر الأبيض المتوسط له بعض التأثيرات الأخرى على شمال المحيط الأطلسي ، أو محيطات العالم بشكل عام. حتى لو كان التدفق الخارجي للبحر الأبيض المتوسط 1 Sv فقط ، وهو صغير نسبيًا مقارنة بالتدفقات الخارجة الأخرى الموجودة في شمال المحيط الأطلسي ، فإن ملوحة المياه ودرجة حرارتها مرتفعان للغاية مقارنة بأي مياه أخرى في هذا النطاق العمق ، 38 جم / كجم و 13 درجة مئوية ، على التوالي.  تساعد هذه التباينات الكبيرة في خصائص الكتلة المائية في تحديد التدفق باتجاه الشمال على طول الحدود الشرقية لعتبة جرينلاند-اسكتلندا ، ولكن أيضًا التدفق باتجاه الغرب عبر المحيط الأطلسي الذي يتحول جنوبًا على طول الحدود الغربية ، ليصل إلى التيار القطبي الجنوبي وبحر ويديل . تنتشر هذه الحرارة والملح المضافان من التدفق الخارجي للبحر الأبيض المتوسط جنوبًا على طول الحدود الغربية إلى جنوب المحيط الأطلسي ، حيث تجعل مساهمتها التدفق الجنوبي أكثر دفئًا وأكثر ملوحة من المياه المحيطية القادمة إلى الشرق. 
علاوة على ذلك ، حتى في المناطق البعيدة مثل بالقرب من أيسلندا أو بحر ويديل ، تحتفظ هذه المياه بمستويات ملوحة عالية بما يكفي لتشكل ، عند تبريدها بدرجة كافية ، أكثر المياه كثافة في شمال شمال المحيط الأطلسي وبحر ويديل.

## أنظر أيضا
- البوابة: المحيطات
- علم المحيطات الفيزيائية
- تيار المحيط